# Desa Tanjungsari (administrativ by i Indonesien, Jawa Tengah, lat -7,93, long 111,02)
Desa Tanjungsari är en administrativ by i Indonesien.   Den ligger i provinsen Jawa Tengah, i den västra delen av landet, 500 km öster om huvudstaden Jakarta.